# Rättegångsombud
Rättegångsombud kallas den som ger part i en rättegång juridisk hjälp med att ta hand om partens ärende. Den som har detta som yrke är normalt jurist, ofta advokat.

## Historik
Sakförare är ett något föråldrat eller, i vissa kretsar, något nedsättande ord, även prokurator, för person, som utan att nödvändigtvis vara advokat eller jurist för annans talan i rättegång, i egenskap av rättegångsombud, rättegångsbiträde eller dylikt. Att Sveriges Advokatsamfund bildades 1887 var delvis en reaktion mot de många sakförare (ombud som för någons sak inför rätta), ofta utan juridisk utbildning, som agerade ombud i svenska domstolar. Till följd av att det blev finare att ha en titelskyddad advokat som ombud än en icke titelskyddad sakförare som ombud kom begreppet sakförare mer eller mindre ur bruk i svenska språket efter advokatsamfundets tillkomst och när det användes var det inte sällan av advokater som för sina egna syften uttryckte sig mindre smickrande över sina icke titelskyddade ombudskollegor. 
Motsvarande språkbruksförändring ägde inte rum i Norge och Danmark där ordet sakfører respektive sagfører fortfarande är levande till skillnad mot i Sverige. [källa behövs]
Av historiska skäl är antalet registrerade juristbyråer som kallar sig för sakförarbyråer i Sverige mycket begränsat. En sakförare kan dock såväl ha som vara utan en juridisk utbildning/examen, till exempel en juris kandidatexamen, och noterbart är att en processförande advokat också är en sakförare.

## Sverige
Rättegångsombud i Sverige är beteckningen på någon som på grund av fullmakt företräder annan i rättegång.
I rättegångar är det vanligt att part företräds av rättegångsombud på grund av fullmakt. Särskilda regler för rättegångsombud finns i 12 kap rättegångsbalken.
Såsom ombud får inte brukas annan än den som rätten med hänsyn till redbarhet, insikter och tidigare verksamhet finner lämplig att vara ombud i målet. Ombudet skall behärska svenska språket.
Till skillnad från vad som gäller i andra länder där vissa formella krav uppställs för rättegångsombud kan envar som inte är underårig eller i konkurstillstånd eller som har förvaltare enligt 11 kap. 7 § föräldrabalken (1949:381) anlitas som ombud i svensk domstol. I Danmark och Norge måste man vara Advokat med møterett for Høyesterettrett för att få uppträda i Högsta domstolen.
Lagfaren domare i eller rättsbildad befattningshavare vid domstol eller allmän åklagare eller kronofogde får ej vara ombud, om inte en regerings vald myndighet eller regering ger tillstånd. Nämndeman får inte föra annans talan vid samma domstol som han tjänstgör.
Juridiska personer är – till skillnad mot vad som gäller i förvaltningsdomstolar (se pleniavgörandet RÅ 1981 ref. 1:72) – inte behöriga som ombud i allmän domstol. 
- I mål som avgörs i Mark- och miljööverdomstolen enligt förfarandereglerna i rättegångsbalken kan en juridisk person (ideell förening) därför inte vara ombud för sakägare.[5]

Även om det för behörighet att vara ombud inte uppställs fordran på juristexamen, krävs att ombudet har tillräckliga insikter för att utföra sitt uppdrag. Han måste därför ha förmåga att sätta sig in i målet och bedöma de rättsliga spörsmål som är av betydelse samt att på ett redigt och fullständigt sätt utveckla partens talan. Ombudet bör äga en viss genom praktisk verksamhet förvärvad erfarenhet i skötandet av rättegångar.
Vid bedömandet av om ombudet har tillräckliga kvalifikationer måste hänsyn tas till målets beskaffenhet. Är målet enkelt och mindre omfattande, torde det sålunda inte böra ställas så stora krav på insikter och erfarenhet som då fråga är om ett mera invecklat eller vidlyftigt mål. När det av ombudets inlagor framgått att ombudet inte hade de insikter och den erfarenhet som fordras för att på ett tillfredsställande sätt företräda klientens intressen och föra hans talan i Högsta domstolen har domstolen i NJA 1985 s. 921 avvisat ombudet. När avvisning sker får part viss tid på sig att skaffa nytt ombud. Gör han inte det får han själv föra sin talan. Part kan trots bristande insikter och erfarenhet inte avvisas.
Om ombudet visar oredlighet, oskicklighet eller oförstånd eller är olämplig, ska detta i första hand lösas genom materiell processledning. Tar ombudet inte rättelse så ska han avvisas som ombud.
- Att ett ombud har förklarats obehörig att tillsvidare brukas som ombud vid hovrätten medför inte automatiskt att han är diskvalificerad som ombud i alla andra mål. Han har därför godkänts som ombud i tingsrätt.[8]
- Att ombud även i andra fall kan avvisas framgår även av RH 2008:55. I målet fann dock Hovrätten för Västra Sverige att avvisning var en alltför ingripande åtgärd.[9]

Om den som avvisas är advokat skall anmälan ske till Advokatsamfundets styrelse.
Skriftlig fullmakt skall visas upp i original när ombudet första gången för talan i målet.

## Common law

### England och Wales
Barrister är en titel för en medlem i den enda yrkesgrupp som har rätt att föra talan i domstolar i England och Wales, där det råder såväl advokattvång som advokatmonopol (eller, konkret, -oligopol). Detta är den vanliga titeln för den "fältarbetande" ombudet, särskilt i högre instanser. Från denna grupp hämtas absoluta merparten av domare i dessa länder. Enda undantag för vem som får föra talan under en domstolsförhandling är om en person vill föra egen talan, d.v.s. företräda sig själv (detta gäller åtminstone i tvistemål). 

#### King's Counsel
En barrister kan efter en längre period av uppvisande av goda resultat bli utsedd till King's Counsel, vilket förkortas KC och normalt skrivs efter personens namn (om Storbritannien har en kvinnlig monark, ändras titeln till Queen's Counsel, förkortat QC). Andelen aktiva barristers som bär denna titel ligger kring 8-9 % av alla barristers.

## Skottland
I Skottland förekommer inte barristers som i England. I det skotska systemet kallas rättegångsombuden för advocate.